# Арекипа (растение)
Арекипа (лат. Arequipa) — род растений семейства Кактусовые.
Научное название рода образовано от названия перуанского города Арекипа.

## Описание
Род включает девять видов. Стебли тёмно-зелёные или сероватые, до 20 см длиной, с возрастом удлиненные, иногда полегающие. Рёбра (около 20) прямые. Ареолы шерстистые. Радиальные колючки (5—15) 0,7—1,5 см длиной, центральные (2—12) до 4 см длиной. Все колючки ярко окрашенные, белые, желтоватые, с красно-коричневыми или чёрными концами, жесткие, прямые.
Цветки ярко-красные, зигоморфные, сильно изогнутые у конца волосистой трубки, 6—8 см длиной. Плоды светло-жёлтых тонов, шаровидные или удлиненные.
Арекипам свойственна высокая природная приспосабливаемость к изменению окружающих условий. Несмотря на то что сеянцы нуждаются в самом тщательном уходе, взрослые растения хорошо развиваются в условиях закрытых помещений. Летом их содержат при интенсивном солнечном освещении и умеренном поливе, зимой — почти без увлажнения, при температуре 7—10 °C. Высокая относительная влажность воздуха в этот период может вызвать появление грибковых заболеваний на эпидермисе. Землесмесь плодородная, дерновая, содержащая до 30—40 % мелкого гравия. рН около 5,6. Размножаются семенами.
Очень декоративны, заслуживают широкого распространения в коллекциях кактусов.

## Распространение
Арекипа распространён от юга Перу до севера Чили. Встречаются на восточных склонах Западной Кордильеры, на плоских сухих террасах, на высоте от 100 до 3000 м над уровнем моря. При таком перепаде высот климатические условия произрастания отдельных видов резко отличаются.

## Систематика
- Арекипа прямоцилиндрическая (Arequipa erectocylindrica)
- Арекипа беловолосистая (Arequipa leucotricha)
- Арекипа удивительная (Arequipa mirabilis)
- Арекипа Реттига (Arequipa rettigii)
- Арекипа колючейшая (Arequipa spinosissima)
- Арекипа Вайнгарта (Arequipa weingartiana)